# Binic-Étables-sur-Mer
Binic-Étables-sur-Mer – gmina we Francji, w regionie Bretania, w departamencie Côtes-d’Armor. Została utworzona 1 stycznia 2016 roku z połączenia dwóch wcześniejszych gmin: Binic oraz Étables-sur-Mer. Siedzibą gminy została miejscowość Étables-sur-Mer. W 2013 roku populacja wyżej wymienionych gmin wynosiła 7040 mieszkańców.